# Georg von Wendt
Georg Willehad von Wendt, född 21 mars 1876 i Helsingfors, död där 17 maj 1954, var en finlandssvensk medicinsk forskare och politiker. Han var bror till Ernst von Wendt och far till Barbara Winckelmann.
Efter att ha blivit student 1893 studerade von Wendt först medicin och blev medicine licentiat 1903 och medicine doktor 1905. Han förordnades 1901 till amanuens och 1905 till laborator vid Helsingfors universitets fysiologiska laboratorium. Hans vetenskapliga produktion rörde sig främst på närings- och ämnesomsättningsfysiologins, men även på bakteriologins och den histologiska teknikens områden. 
Åren 1907–08 studerade von Wendt i husdjurslära (fysiologi och utfodringslära) vid lantbruksinstitutet vid Leipzigs universitet, där han 1908 blev filosofie doktor på avhandlingen Zur Variabilität der Milch. Tillsammans med Wilhelm Müller-Lenhartz utgav han en serie halvt populära Abhandlungen aus dem Gebiete der Tierhaltung, behandlande kornas utfodring och grundande sig på utförda experiment. Från 1908 handhade von Wendt undervisningen i husdjurslära för agronomie studerande vid Helsingfors universitet och var 1910–43 professor i ämnet. Åren 1917 och 1918 var han finländska statens ombud för livsmedelsärenden i Skandinavien. Han var även ledamot av internationella kommissionen för agrikultur i Paris. 
Utöver doktorsavhandlingen Untersuchungen über den Eiweiss- und Salzstoffwechsel beim Menschen (även i "Skandinavisches Archiv für Physiologie" 1905) kan bland von Wendts skrifter främst nämnas Über die Einwirkung des Alkohols auf die Körpertemperatur des Menschen samt två avhandlingar om blodomloppet hos kaniner (1906). År 1911 publicerades kapitlet om Mineralstoffwechseloch 1925 Grundlegung der Stoffwechsellehre (båda i "Handbuch der Biochemie"). Vidare kan nämnas den rashygieniska broschyren Våra plikter mot kommande släktled (1912) och Våra födoämnens ekonomiska värde (1916). Han skrev även de populära skrifterna Magra eller fetma? (1923) och Vitaminer (1924). År 1948 utgav han memoarerna Ur min levnads bokfilm.
Åren 1905–06 var von Wendt medlem av expertkommittén för ny vallag (han utgav 1906 broschyren Das Proportionalwahl zur finländischen Volksvertretung) och organiserade, i egenskap av det då bildade Svenska folkpartiets förste sekreterare, partiet i överensstämmelse med den nya vallagen. Han invaldes 1919 i riksdagen av partiet, men anslöt 1920 till den av Georg Schauman bildade fraktionen "Svenska vänstern" innan han 1922 lämnade riksdagen. 
År 1924 var von Wendt en av de första som började med radiosändningar i Finland och han tillhörde AB Finlands Rundradios styrelse 1936–50. Han invaldes 1916 som ledamot av svenska Lantbruksakademien och 1922 av Fysiografiska sällskapet i Lund.